# 蒂尔戈
蒂尔戈，是西班牙拉里奥哈自治区的一个市镇。总面积9平方公里，总人口236人（2001年），人口密度26人/平方公里。